# Saux
Pour les articles homonymes, voir Saux (homonymie).
Saux [soks] (Sauç en occitan) est une ancienne commune française, située dans le département du Lot en région Occitanie. Depuis le 1er janvier 2019, elle est une commune déléguée de Porte-du-Quercy.

## Géographie
Le village est situé dans le Quercy blanc sur la rivière Barguelonne, limitrophe avec les départements de Lot-et-Garonne et de Tarn-et-Garonne.

### Communes limitrophes

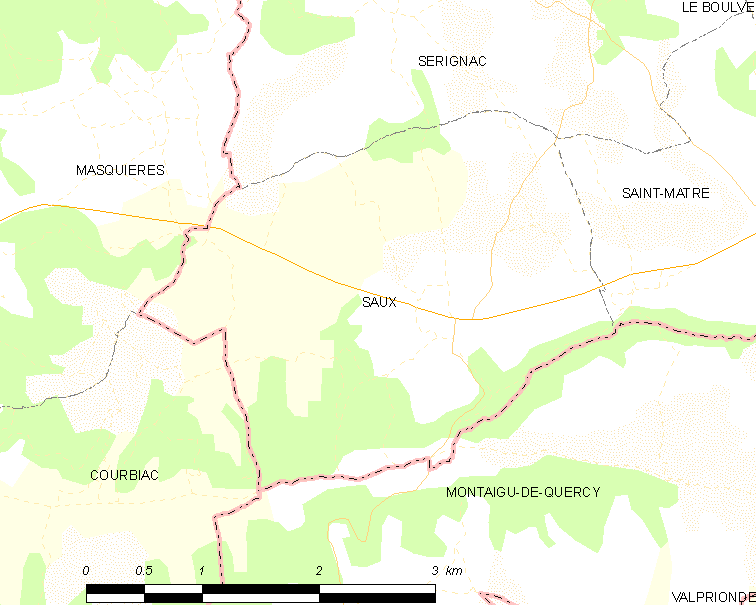
Carte de la commune de Saux et de ses proches communes.

|                             | Sérignac                             |             |
| Masquières (Lot-et-Garonne) | Saux                                 | Saint-Matré |
| Courbiac (Lot-et-Garonne)   | Montaigu-de-Quercy (Tarn-et-Garonne) |             |

### Hameaux et lieux-dits
Les différents lieux-dits sont : le Brézéguet, le Carla, le Caussoul, les Clauzades, le Clavel, Lavayssière, le Mas, le Pech, les Homs, Maux...

## Toponymie
Le toponyme Saux (en occitan Saus) est basé sur le mot occitan sause issu du latin salix qui désigne un arbre : le saule.

### Hydrographie
Saux est arrosé par le Barguelonne, un affluent de la Garonne.

### Géologie et relief
L'altitude varie de 173  à   275 mètres.

### Voies de communication et transports
Accès avec les routes départementales D 656 (ancienne route nationale 656) et la D 44.

## Histoire
Le 1er janvier 2019, Saux fusionne avec Le Boulvé, Fargues et Saint-Matré pour former la commune nouvelle de Porte-du-Quercy dont la création est actée par un arrêté préfectoral du 28 septembre 2018.

### Liste des maires
| Période                                  | Période | Identité       | Étiquette | Qualité                                               |
| ---------------------------------------- | ------- | -------------- | --------- | ----------------------------------------------------- |
| 1980                                     | 2000    | Roger Pouchet  | PCF       |                                                       |
| 2000                                     | 2019    | Jeanine Ausset | PRG       | Conseillère générale du canton de Montcuq (2012-2015) |
| Les données manquantes sont à compléter. |         |                |           |                                                       |

## Population et société

### Démographie
L'évolution du nombre d'habitants est connue à travers les recensements de la population effectués dans la commune depuis 1793. Pour les communes de moins de 10 000 habitants, une enquête de recensement portant sur toute la population est réalisée tous les cinq ans, les populations de référence des années intermédiaires étant quant à elles estimées par interpolation ou extrapolation. Pour la commune, le premier recensement exhaustif entrant dans le cadre du nouveau dispositif a été réalisé en 2007.

En 2016, la commune comptait 104 habitants, en évolution de −14,05 % par rapport à 2010 (Lot : +1,31 %, France hors Mayotte : +2,11 %).
| 1793 | 1800 | 1806 | 1821 | 1831 | 1836 | 1841 | 1846 | 1851 |
| ---- | ---- | ---- | ---- | ---- | ---- | ---- | ---- | ---- |
| 260  | 383  | 399  | 363  | 368  | 386  | 391  | 375  | 363  |

| 1856 | 1861 | 1866 | 1872 | 1876 | 1881 | 1886 | 1891 | 1896 |
| ---- | ---- | ---- | ---- | ---- | ---- | ---- | ---- | ---- |
| 386  | 343  | 334  | 335  | 335  | 330  | 307  | 283  | 267  |

| 1901 | 1906 | 1911 | 1921 | 1926 | 1931 | 1936 | 1946 | 1954 |
| ---- | ---- | ---- | ---- | ---- | ---- | ---- | ---- | ---- |
| 230  | 212  | 215  | 176  | 204  | 189  | 185  | 183  | 178  |

| 1962 | 1968 | 1975 | 1982 | 1990 | 1999 | 2006 | 2007 | 2012 |
| ---- | ---- | ---- | ---- | ---- | ---- | ---- | ---- | ---- |
| 167  | 160  | 146  | 140  | 130  | 133  | 124  | 123  | 121  |

| 2016 | - | - | - | - | - | - | - | - |
| ---- | - | - | - | - | - | - | - | - |
| 104  | - | - | - | - | - | - | - | - |

| selon la population municipale des années : | 1968 | 1975 | 1982 | 1990 | 1999 | 2006 | 2009 | 2013 |
| Rang de la commune dans le département      | 232  | 258  | 276  | 260  | 278  | 290  | 293  | 292  |
| Nombre de communes du département           | 340  | 340  | 340  | 340  | 340  | 340  | 340  | 340  |

### Économie
Viticulture lieu de production du Cahors (AOC).

### Culture et festivités
Fête votive,

### Activités sportives
Pétanque, randonnée pédestre], 

### Écologie et recyclage
La collecte et le traitement des déchets des ménages et des déchets assimilés ainsi que la protection et la mise en valeur de l'environnement se font dans le cadre du SYDED.

## Culture locale et patrimoine

### Lieux et monuments
- L'église Saint-André XIe siècle, inscrite au titre des monuments historiques en 1972[14].
- Le château d'Aix doit son nom à la famille d'Aÿs.

### Personnalités liées à la commune
- Jean Louis François de Gozon

## Pour approfondir